# Soneto en alejandrinos
El soneto en alejandrinos es una variante, introducida al español por el poeta nicaragüense Rubén Darío, del soneto. Frecuentemente utilizado en los poemas modernista en este idioma. Tiene la peculiaridad de que los endecasílabos (once sílabas) del soneto clásico se sustituyen por versos alejandrinos de catorce sílabas, divididos en dos hemistiquios. 
Los autores modernistas toman esta forma poética de la lírica francesa, donde había sido muy cultivada por los parnasianos. Uno de los ejemplos más conocidos es el soneto "Caupolicán", de Rubén Darío, el cual ha sido incluido en su libro Azul... (1888).

## Ejemplos
Caupolicán, de Rubén Darío
Es algo formidable que vio la vieja raza:
robusto tronco de árbol al hombro de un campeón
salvaje y aguerrido, cuya fornida maza
blandiera el brazo de Hércules, o el brazo de Sansón.
Por casco sus cabellos, su pecho por coraza,
pudiera tal guerrero, de Arauco en la región,
lancero de los bosques, Nemrod que todo caza,
desjarretar un toro, o estrangular un león.
Anduvo, anduvo, anduvo. Le vio la luz del día,
le vio la tarde pálida, le vio la noche fría,
y siempre el tronco de árbol a cuestas del titán.
«¡El Toqui, el Toqui!» clama la conmovida casta.
Anduvo, anduvo, anduvo. La aurora dijo: «Basta»,
e irguióse la alta frente del gran Caupolicán.